# Eulabidogaster setifacies
Eulabidogaster setifacies är en tvåvingeart som först beskrevs av Camillo Rondani 1861.  Eulabidogaster setifacies ingår i släktet Eulabidogaster och familjen parasitflugor. Arten är reproducerande i Sverige. Inga underarter finns listade i Catalogue of Life.